# Ichstedter Lehde
Das Naturschutzgebiet Ichstedter Lehde liegt auf dem Gebiet der Stadt Bad Frankenhausen/Kyffhäuser im Kyffhäuserkreis in Thüringen. Es erstreckt sich nordwestlich von Ichstedt und nördlich von Udersleben, beide Ortsteile der Stadt Bad Frankenhausen. Nördlich verläuft die Landesgrenze zu Sachsen-Anhalt.

## Bedeutung
Das 352,1 ha große Gebiet mit der NSG-Nr. 384 wurde im Jahr 2001 unter Naturschutz gestellt. 